# Svartgölen (Kävsjö socken, Småland)
Svartgölen är en sjö i Gnosjö kommun i Småland och ingår i Lagans huvudavrinningsområde. Sjön har en area på 0,0633 kvadratkilometer och ligger 170 meter över havet. Svartgölen ligger i Store Mosse Natura 2000-område.

## Delavrinningsområde
Svartgölen ingår i det delavrinningsområde (635552-139077) som SMHI kallar för Utloppet av Kävsjön. Medelhöjden är 170 meter över havet och ytan är 35,34 kvadratkilometer. Det finns inga delavrinningsområden uppströms utan avrinningsområdet är högsta punkten. Fläsebäcken som avvattnar avrinningsområdet har biflödesordning 3, vilket innebär att vattnet flödar genom totalt 3 vattendrag innan det når havet efter 190 kilometer. Delavrinningsområdet består mestadels av skog (13 %) och sankmarker (72 %). Avrinningsområdet har 2,48 kvadratkilometer vattenytor vilket ger det en sjöprocent på 7 %.